# Bespin
Bespin è un pianeta immaginario dell'universo fantascientifico di Guerre stellari. Si tratta di un pianeta gassoso dell'Orlo Esterno. Piuttosto isolato, riveste importanza principalmente come centro di estrazione di gas rari e come destinazione di piacere per ricchi o latitanti. Costituisce una delle ambientazioni principali del film L'Impero colpisce ancora: qui avviene il primo duello di spada laser tra Luke Skywalker e Dart Fener, e Ian Solo viene ibernato nella grafite per essere consegnato a Jabba the Hutt.

## Descrizione
Il pianeta Bespin è un gigante gassoso con un diametro di circa 118.000 chilometri situato nell'Orlo Esterno e circondato da un numero imprecisato di lune. Come per la maggior parte dei giganti gassosi, il suo nucleo è costituito da metallo. Oltre il nucleo si sviluppano strati di gas a elevate temperatura e pressione. A una distanza dallo spazio compresa tra 150 e 180 chilometri esiste una zona abitabile, che abbonda di ossigeno e con temperatura e pressione ideali per gli esseri viventi. In questo strato sorgono diversi complessi estrattivi di gas, vere e proprie piattaforme sospese grazie a sistemi antigravità, che ospitano insediamenti e strutture per l'estrazione, la lavorazione e l'esportazione del raro gas tibanna, usato per armi e per l'iperguida. In queste città volanti risiedono e lavorano principalmente ugnaught e umani.
Uno di questi centri è Città delle nuvole (Cloud City). Amministrata efficientemente da Lando Calrissian in modo da non attirare le attenzioni dell'Impero Galattico e della corporazione mineraria di Bespin, essa funge da centro estrattivo ma anche da luogo di ritrovo e di svago per chi cerca rifugio dal resto della galassia.

## Apparizioni
Bespin appare per la prima volta nel film L'Impero colpisce ancora quando, dopo la battaglia di Hoth, la Principessa Leila, Ian Solo, Chewbecca e i droidi C-3PO e R2-D2 cercano riparo a Città delle nuvole. Ian intende fare leva sulla sua vecchia amicizia con Lando Calrissian per chiedere accoglienza e riparo, ma Lando è costretto a tradirli a Dart Fener per non vedere la città cadere nelle mani dell'Impero Galattico. Nonostante gli accordi, Fener prende possesso di Città delle nuvole e dell'intero pianeta. Luke Skywalker giunge in soccorso dei suoi amici e combatte contro Dart Fener, il quale lo sconfigge, gli mozza una mano e gli rivela di essere in realtà suo padre, Anakin Skywalker. Infine, Lando tradisce l'Impero e salva i prigionieri e Luke, ma non fanno in tempo a liberare Ian, il quale dopo essere stato ibernato nella grafite viene consegnato al cacciatore di taglie Boba Fett per essere portato da Jabba the Hutt.
Bespin compare anche in una scena aggiunta nella versione del 2004 del film Il ritorno dello Jedi, che mostra i festeggiamenti per la caduta dell'Impero; si vede inoltre in una delle scene finali del film L'ascesa di Skywalker, dove fa da sfondo alla caduta di uno star destroyer.

## Universo espanso
Nella trilogia dell'Accademia Jedi Luke scopre nella zona abbandonata di Bespin conosciuta come Tibannopolis, Streen, un anziano ed eremitico minatore di gas tibanna sensibile alla Forza, e lo convince a entrare a far parte dell'accademia Jedi.

## Accoglienza
Per le sue caratteristiche di gigante gassoso con bassa densità e breve distanza dal proprio sole, il sito Space.com ha paragonato Bespin all'esopianeta TrES-4.